# Wspólnota administracyjna Ellwangen (Jagst)
Wspólnota administracyjna Ellwangen (Jagst) – wspólnota administracyjna (niem. Vereinbarte Verwaltungsgemeinschaft) w Niemczech, w kraju związkowym Badenia-Wirtembergia, w rejencji Stuttgart, w regionie Ostwürttemberg, w powiecie Ostalb. Siedziba wspólnoty znajduje się w mieście Ellwangen (Jagst), przewodniczącym jej jest Karl Hilsenbek.
Wspólnota administracyjna zrzesza jedno miasto i siedem gmin wiejskich:
- Adelmannsfelden, 7 392 mieszkańców, 22,90 km²
- Ellenberg, 1 694 mieszkańców, 30,17 km²
- Ellwangen (Jagst), 24 589 mieszkańców, 127,45 km²
- Jagstzell, 2 401 mieszkańców, 37,97 km²
- Neuler, 3 164 mieszkańców, 36,27 km²
- Rainau, 3 3300 mieszkańców, 25,45 km²
- Rosenberg, 2 593 mieszkańców, 41,02 km²
- Wört, 1 386 mieszkańców, 18,17 km²